# جوردن ويليس (لاعب كرة قدم أمريكية)
جوردن ويليس (بالإنجليزية: Jordan Willis) هو لاعب كرة قدم أمريكية أمريكي، ولد في 2 مايو 1995 في سان دييغو في الولايات المتحدة.

## وصلات خارجية
- جوردن ويليس على موقع مرجع كرة القدم المحترفة.كوم (الإنجليزية)